# Angelika Reich
Angelika Reich (* 19. September 1949 in Regensburg) ist eine deutsche Bibliothekarin. Von 2005 bis 2012 war sie Leitende Bibliotheksdirektorin der Universitätsbibliothek Eichstätt-Ingolstadt.

## Leben und Wirken
Nach ihrer Reifeprüfung am St. Marien-Gymnasium in Regensburg 1968 studierte Angelika Reich von 1968 bis 1975 Germanistik und Romanistik an der Universität Regensburg, unterbrochen von einem Frankreich-Aufenthalt 1970/71. Im Jahre 1975 legte sie das Staatsexamen für den höheren Schuldienst an der Universität Regensburg ab und promovierte dort 1977 bei dem Germanisten Gerhard Hahn. Im gleichen Jahr trat sie als Bibliotheksreferendarin in die Ausbildung für den höheren Bibliotheksdienst und legte 1978 die Fachprüfung hierfür an der Bayerischen Bibliotheksschule ab. Von 1978 bis 2005 war sie dann als wissenschaftliche Bibliothekarin an der Universitätsbibliothek Regensburg tätig, seit 2001 als stellvertretende Bibliotheksdirektorin. 2005 wurde sie als Nachfolgerin von Hermann Holzbauer Leitende Bibliotheksdirektorin der Universitätsbibliothek Eichstätt-Ingolstadt; dieses Amt hatte sie bis 2012 inne. Außerdem versah sie einen Lehrauftrag für Buch- und Handschriftenkunde an der Universität Regensburg.
Während ihrer Amtszeit in Eichstätt wurde ihr im Zusammenhang mit der angeblich unsachgemäßen Übernahme von Altbeständen aus Kapuzinerbibliotheken Anklage wegen „Untreue“ erhoben; sie wurde jedoch 2009 freigesprochen.

## Schriften
- Übersetzungsprinzipien in den deutschsprachigen liedhaften Gesamtpsaltern des 16. und 17. Jahrhunderts. Dissertation Universität Regensburg 1977.
- Die Überzeugungsstrategie in der Introduction à la Vie devote des François de Sales. In: Jahrbuch für salesianische Studien, Bd. 16 (1980), S. 65–88.
- Psalmenübertragung und Umdichtung im Psalmlied des 16. und 17. Jahrhunderts. In: Hansjakob Becker (Hrsg.): Liturgie und Dichtung. Ein interdisziplinäres Kompendium. Bd. EOS-Verlag, St. Ottilien 1983, S. 659–710, ISBN 3-88096-281-2.
- Bibliotheken in Regensburg. In: Buch und Bibliothek, Bd. 42 (1990), S. 424–431.
- Bibliothek – ein zufriedenstellender und erfüllender Arbeitsplatz. Zusammenfassende Ergebnisse einer Umfrage zur derzeitigen Berufssituation der Bibliothekare/innen im höheren Bibliotheksdienst. In: Zeitschrift für Bibliothekswesen und Bibliographie, Bd. 38 (1991), S. 207–226.
- (Hrsg.): Jacob Christian Schaeffer. Superintendent, Naturforscher, Erfinder. Katalog zur Ausstellung in der Universitätsbibliothek Regensburg, 4.3.–19.4.1993. Universitätsbibliothek Regensburg 1993, ISBN 3-88246-176-4.
- (Red.): Gelehrtes Regensburg, Stadt der Wissenschaft. Stätten der Forschung im Wandel der Zeit [Begleitbuch zur Ausstellung der Universität Regensburg ... vom 5. Oktober bis 19. November 1995 in der Städtischen Galerie „Leerer Beutel“, Regensburg]. Universitätsverlag, Regensburg 1995, ISBN 3-930480-62-X.
- Vom handschriftlich ausgefüllten Bestellschein zur elektronischen Direktbestellung. In: Klaus Walter Littger (Hrsg.): Entwicklungen und Bestände. Bayerische Bibliotheken im Übergang zum 21. Jahrhundert. Hermann Holzbauer zum 65. Geburtstag. Harrassowitz, Wiesbaden 2003, S. 89–103, ISBN 3-447-04730-5.